# Balsta Musikslott

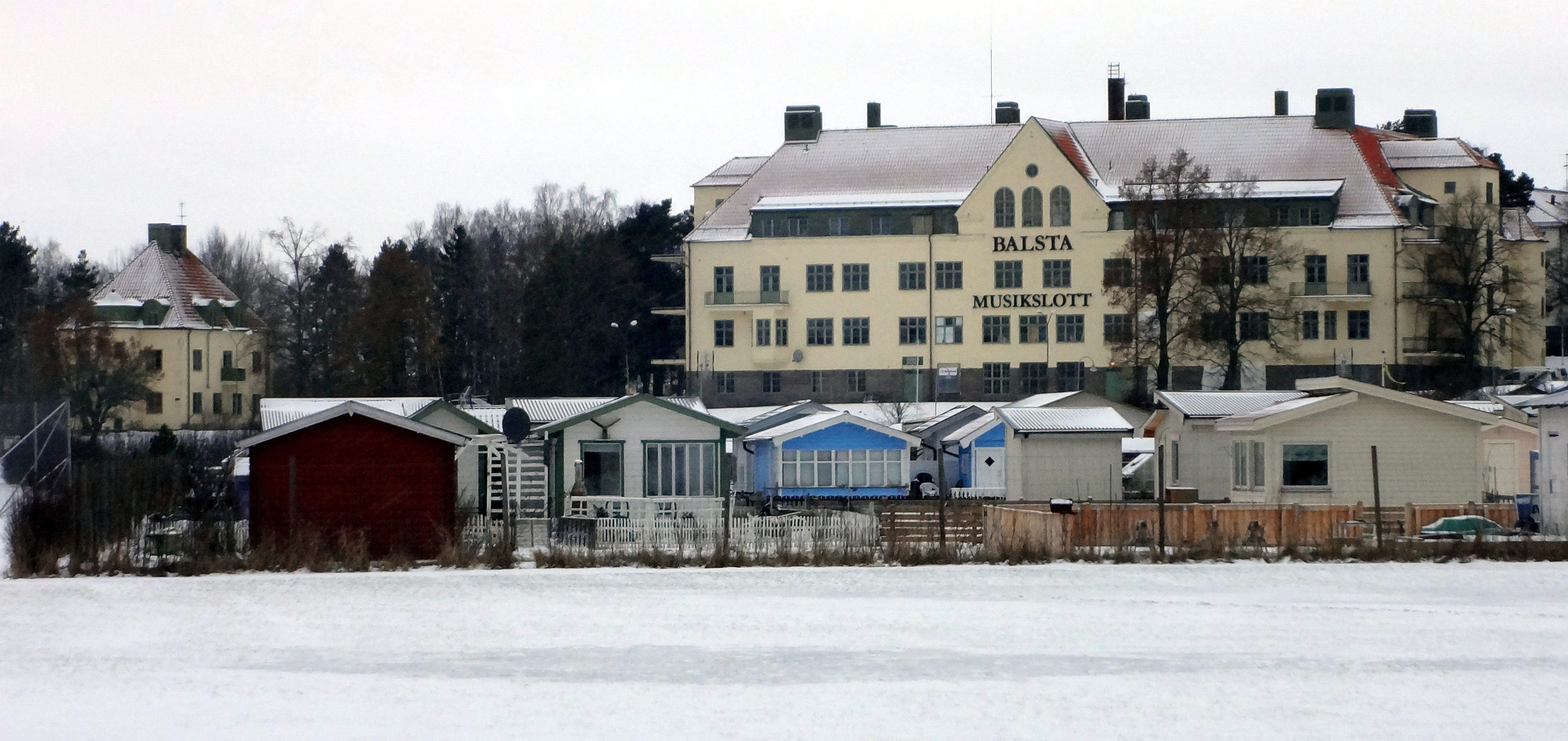
Balsta Musikslott med Balsta koloniområde i förgrunden.

Balsta Musikslott är sedan 1979 ett kulturhus beläget ett par kilometer från Eskilstuna centrum. Musikslottet har flera våningar med totalt 70 repetitionslokaler som tillhör olika föreningar, till exempel Studiefrämjandet och här finns det möjlighet för både erfarna och nybörjare att öva med sina band. Banden kan också spela in i den semi-professionella inspelningsstudion Studio Ambassaden. Det finns en cafeteria vid ingången och en scen där det ibland arrangeras liveakter. Årligen hålls Balstafestivalen där mer och mindre etablerade band spelar. Pain of Salvation är exempel på ett band som övar på musikslottet. Joakim Berg och Sami Sirviö ifrån Kent startade sitt första band Coca-Cola Kids på musikslottet.
Byggnaden var fram till 1978 ett sjukhem.